# Kraken
 For alternative betydninger, se Kraken (flertydig). (Se også artikler, som begynder med Kraken)
Kraken er et fabeldyr fra nordisk folketro i form af et kolossalt søuhyre eller en kæmpemæssig fisk, som fiskere angiveligt så langs kysterne af Norge, Island og Irland.

## Pontoppidans beskrivelse
Kraken omtales ikke i de norrøne sagaer, men tilsvarende dyr som lyngbakr og hafgufa ("Havgus") nævnes i Orvar-Odds saga og i Kongespejlet. Teksten skildrer et søuhyre stort som en ø. Dyret viser sig sjældent, og teksten foreslår, at der måske kun findes 1-2 dyr af arten i hele verden. Der findes også beretninger om enorme havuhyrer i asiatiske farvande og i antikkens Middelhav og Atlanterhav. Uhyret, der kaldes for kraken, er dog første gang udførligt beskrevet af Erik Pontoppidan, den danske biskop af Bergen, i hans Det første Forsøg paa Norges naturlige Historie, forestillende dette Kongeriges Luft, Grund, Fjelde, Vande, Væxter, Metaller, Mineralier, Steen-arter, Dyr, Fugle, Fiske og omsider Indbyggernes Naturel, samt Sædvaner og Levemaade, I-II, Kbh. 1752-1753.
Pontoppidan baserede sin skildring på norske fiskeres beretninger. Når det på steder med 80-100 favners dybde (140-180 meter), pludselig kun var 20-30 favner (40-50 meter), vidste fiskerne, at en krake befandt sig under dem. De fortalte, at kraken især viste sig om sommeren og lignede skær og holme. Der kunne samle sig store mænger fisk på krakens ryg, og fiskerne kunne derfor "fiske på kraken", men med den yderste forsigtighed, så den ikke pludselig steg til overfladen og væltede bådene og trak dem ned i den malstrøm, der ville opstå, når den dykkede igen. Pontoppidan fortæller, hvordan skabningen spiser i nogle måneder, og i de påfølgende tømmer sin afføring, der misfarver vandet og omdanner det til en tyk pløre, der lugter godt og lokker flere fisk til.
I 1680 skal desuden en mindre krake (måske en ung og uforsigtig, af dets slags) være strandet på Alstadhaug ved Levanger i Nord-Trøndelag, hvor den omkom: "Dens langsomt fortærede ådsel skal have fyldt et stort stykke af bemeldte Ulvangens fjord, og gjort den side så godt som impassable for folk af en delikat lugtelse." I 1673 skal en krake på mindst 30 meter have gjort det samme på Irlands vestkyst.

## Etymologi
"Krake" er et norsk ord beslægtet med ord som "krog" og "krykke" og det shetlandske krekin, et tabunavn for hval. Ordet skal stamme fra "krake" i betydningen "kroget og skrøbeligt træ" eller "tør granstamme med nøgne grene". Det islandske kraki blev brugt om "tynd stang med hage" eller "træanker med en fastbundet sten". Ordet kendes også i flertalsformen krakar. På engelsk er det beslægtet med ord som crook og crank. Thomas Christopher Bruun (1750-1834) skrev i begyndelsen af 1800-tallet: "Det Diævelskab [som havet] i sin Barm udruger...af Hayer, Orme, Kraker, Crocodiler", mens Jens Baggesen (1764-1826) skrev: "...omsvømmet af Fiske, Haier, og Hvaler, og Kraker, og vildt sig boltrende Marsvin".
På moderne tysk betyder Krake (flertalsform og ental: Kraken) "blæksprutte", men kan også referere til den mytiske kraken. Kraken er også et gammelt norsk ord for blæksprutte og en gammel svensk eufemisme for hvaler, som brugtes når det oprindelige ord blev tabu, da det mentes, at det i værste fald kunne hidkalde væsenet.
Kraken er muligvis afledt af det norrøne navneord kraka (= "at hive under vandet").

## Kraken ogHafgufa
Hafgufa er islandsk, og ofte oversat med "havdamp" eller "havgus". Der har tilsyneladende været en sammenblanding mellem Kraken og Hafgufa.

## Tennysons digtThe Kraken1830
Alfred Tennysons digt The Kraken beskriver kraken, slumrende på havets bund ligesom H.P. Lovecrafts Cthulhu, i drømmeløs søvn frem til dommedag:
Below the thunders of the upper deep;
Far far beneath in the abysmal sea,
His ancient, dreamless, uninvaded sleep
The Kraken sleepeth: faintest sunlights flee
About his shadowy sides; above him swell
Huge sponges of millennial growth and height;
And far away into the sickly light,
From many a wondrous grot and secret cell
Unnumber'd and enormous polypi
Winnow with giant arms the slumbering green.
There hath he lain for ages, and will lie
Battening upon huge seaworms in his sleep,
Until the latter fire shall heat the deep;
Then once by man and angels to be seen,
In roaring he shall rise and on the surface die.
There hath he lain for ages, and will lie
Battening upon huge seaworms in his sleep,
Until the latter fire shall heat the deep;
Then once by man and angels to be seen,
In roaring he shall rise and on the surface die.

## Kraken i nyere fiktion
Tolkien brugte Kraken som inspiration til sit uhyre, kaldet the Watcher in the Water, ved indgangen til Morias miner i Ringenes Herre - Eventyret om Ringen (1957).
Kraken optræder i flere amerikanske film:
- Titanernes kamp (1981) og Clash of the Titans (2010) hvor den bl.a. ødelægger en græsk storby. I filmens slutning ofres Andromeda til Kraken, men Perseus kommer hende til undsætning, ridende på Pegasus og bevæbnet med Medusas afhuggede hoved, som er det eneste, der måske kan besejre Kraken.
- The Lord of the Rings: The Fellowship of the Ring (2001), hvor uhyret kaldes the Watcher in the Water.
- Pirates of the Caribbean: Død mands kiste (2006) hvor den beherskes af den frygtede pirat Davy Jones, der er kaptajn på Den flyvende Hollænder.